# Steinschloss (zřícenina)
Steinschloss (někdy zvaný: Frauenburg) v nadmořské výšce 1180 m je nejvýše ležící zříceninou hradu ve Štýrsku (Rakousko). Nalézá se v horním Murtalu poblíž obce Mariahof či Scheifling.

## Historie
Hrad byl postavený pravděpodobně ve 12. století jako šlechtické opevněné sídlo. V roce 1503 Steinschloss, tehdejší vlastník z šlechtického rodu Liechtensteinů, prodal hrad klášteru svatého Lambrechta. Roku 1525 hrál významnou roli v rolnickém povstání v boji proti tureckým vpádům.
Velikost ruin hradu je dodnes impozantní a vypovídá o rozsahu celého opevněného místa.

### Pověsti
Kolem hradu se vypráví mnoho bájí a pověstí.

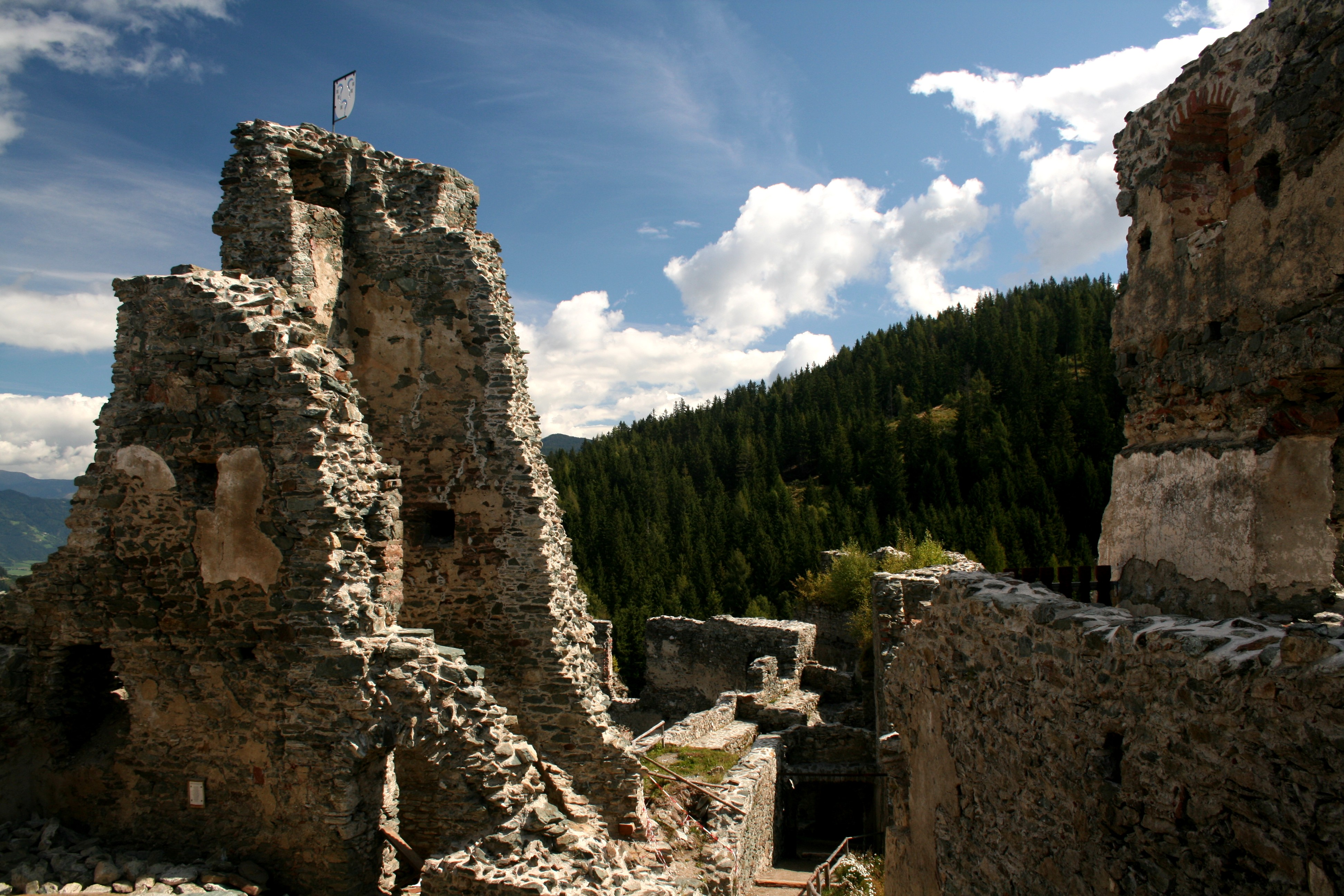
Steinschloss

Pipin, syn Karla velikého obdaroval vítěze nad Uhry a Avary, udatného knížecího hrdinu. Tak získal svobodný pán Engelschalk šlechtický titul a k tomu ještě velký les Scheifling jako léno. Tam si nechal postavit na vysoké skále pevnost, kterou mnoho let obýval. Když zemřel, poddaní oplakávali svého dobrého pána, který tu zanechal sedm krásných dcer a jednoho syna. Ten sloužil ve vojenské službě u německého císaře. Dcery po smrti matky našly oporu u matčina bratra, pána von Saurau. Krása sester byla tak vyhlášená, že se vdavekchtiví ženichové ze šlechtických rodů střídali na hradě téměř každodenně. Ani jedna ze sester se však vdávat nechtěla, a proto posílaly nápadníky, rytíře zpátky do světa s nesplnitelnými úkoly.
Také jeden vlašský rytíř byl podrážděn a okouzlen hradní pannou. Do noci ho drželi uvnitř při hře na strunné nástroje, při tanci a jídle i s ohnivým vínem. Líbila se mu Gisela, nejpěknější, ale také nejpyšnější ze sester, k jejímž nohám klekal a vyznával jí lásku. Gisela odpověděla rytíři posměšně: "Jak se můžete opovážit mluvit o lásce? Prokažte činy, že jste hoden lásky dcer z kamene (Stein)! Když hodíte řetěz na rohy měsíce a připoutáte ho ke skále tohoto hradu, potom můžete žádat nějakou odpověď." Nato se uchýlily stejně smýšlející sestry do svých komnat. Vroucí láska rytíře se nakonec změnila v nenávist.
Odešel ze síně a ukryl se za schody do věže, kde kul svůj plán pomsty. Noc byla teplá a jasná. Gisela zahalená v nočním oděvu se šla podívat na nádvoří a potom brankou do zahrady. Rytíř se za ní připlížil, provedl svou pomstu a uprchl. Gisela se u sester zhroutila a vyprávěla, jakou nestydatou pomstu rytíř provedl. Sestry přísahaly, že budou všechny muže nenávidět. Nechaly na strmé skále postavit hrad, v němž pak zůstaly po celý život v ústraní. Hrad tak získal své jméno „Frauenburg“ (hrad žen).
Syn Gisely bojoval v bitvách za císaře a vysloužil si rytířské ostruhy. Stal se majitelem hradu a praotcem již zemřelého rytíře von Frauenburg, který měl v erbu v rodu upoutaný měsíc.

#### Příběh zmizelého rytíře

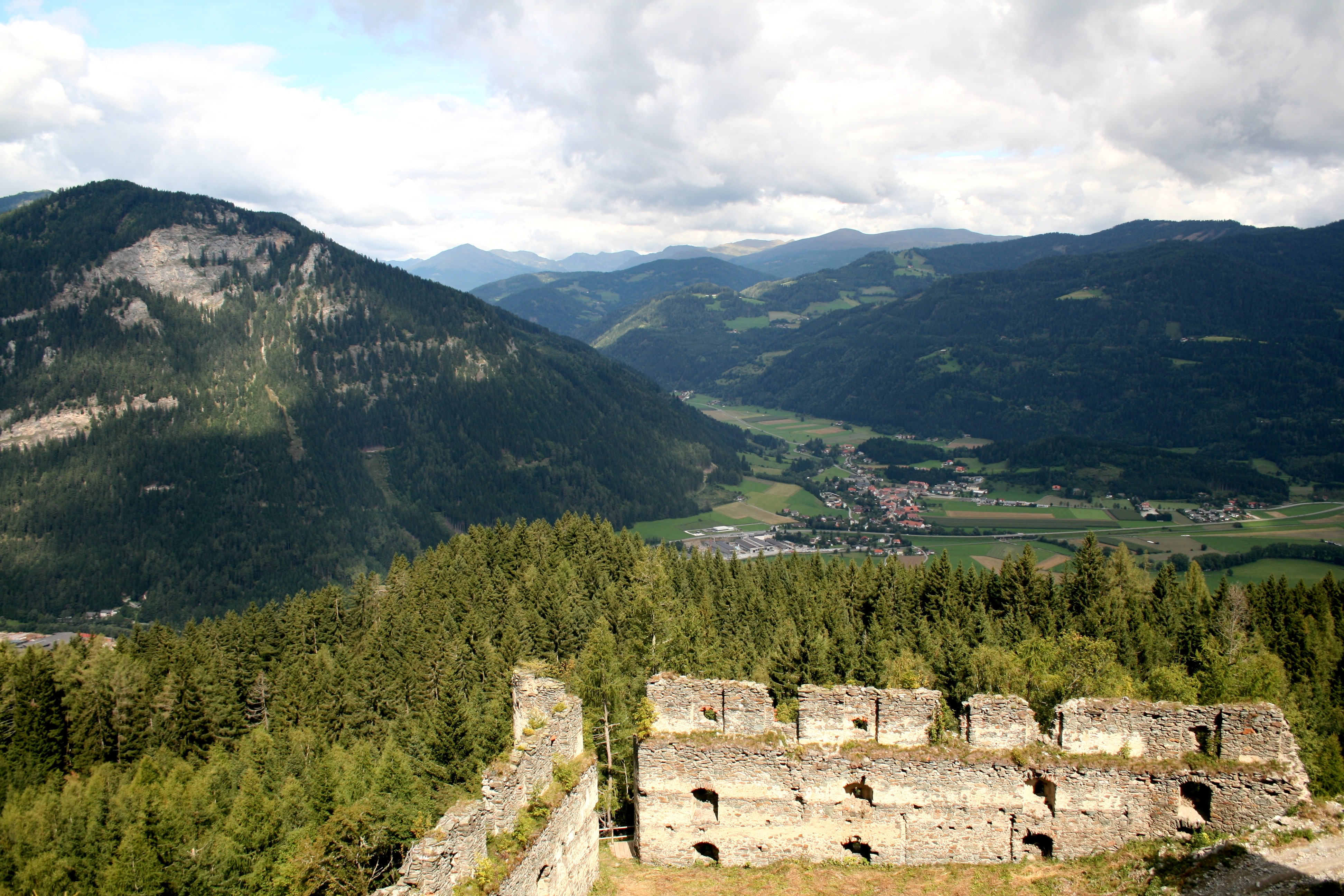
Steinschloss

Mezi pány „von Kaisersberg“ a pány z hradu (von Stein) vládla trpká nenávist. Jeden Kaiserberský si chtěl vzít slečnu ze Steinu. Nápadník byl odmítnut, protože pán von Stein nechtěl za zetě nějakého obyčejného rytíře, ale nejraději rovnou knížete. Mezi oběma zámeckými pány se rozhořel „slovní“ spor, při kterém Kaiserberger upadl (byl strčen) na schodech a do smrti pak napadal na nohu.
Po letech se opět rytíř z Kaiserbergu zamiloval do slečny von Stein. Otec slečen probudil dávný rodinný spor. Tasil meč proti mladému Kaiswerbergovi, ale smrtelnou ránu zachytila slečna. Bez rozmyslu máchl starý ještě jednou mečem a zasáhl Kaiserbergovu hlavu. Od té doby starý rytíř zmizel ve svém hradě. V klášteře Seckau, kde byla rytířova slečna pohřbena, šel později vážný a zamlklý muž zahalený v mnišském rouše. Celé noci se modlil nad hrobem až ho jednou našli ležet na kamenném hrobu slečny.
Když tomuto kraji hrozí nebezpečí, vychází procesí klášterních mnichů s křížem. Nesou rakev, ve které leží oblečené děvče s krvácejícími prsy. Mládenec v průčelí hledí toužebně na mrtvou.

## Pamětihodnosti
- Pět věží opevnění
- Předhradí s okružní hradbou a opevněným vchodem
- Hradní nádvoří s kaplí
- Několik nádrží
- Dělové střílny
- Gotické klenby